# Tratatul de la Fez
Prin Tratatul de la Fez (în arabă معاهدة فاس), semnat la 30 martie 1912, sultanul Abdelhafid renunța la suveranitatea Marocului în favoarea Franței, transformând această țară în protectorat francez, în urma Crizei Agadirului de la 1 iulie 1911.
Germania a recunoscut teritoriile franceze și spaniole în Maroc, primind în schimb teritorii din Africa Ecuatorială Franceză, și anume Congoul Mijlociu (astăzi Republica Congo). Această țară, denumită de germani Neukamerun, a devenit parte a coloniei germane Kamerun, și a Africii de Vest Germane, structură care a fost apoi preluată de Antanta după Primul Război Mondial. Zona era parțial mlăștinoasă, și acolo era răspândită boala somnului. Ca parte a tratatului, Germania a cedat Franței un mic teritoriu la sud-est de Fort Lamy, astăzi în Ciad.
Spania a câștigat și ea un teritoriu în Marocul de Nord, denumit Marocul Spaniol. Prin acordul semnat cu Franța în luna noiembrie din acel an, Spania a preluat protectoratul Tangerului, precum și Rif, Ifni pe coasta Atlanticului în sud-vest, precum și zona Tarfaya de la sud de râul Draa, unde sultanul rămânea suveran cu numele și era reprezentat de un viceregent la Sidi Ifni sub controlul Înaltei Comisii Spaniole.
Înțelegeri particulare între Regatul Unit, Italia și Franța din 1904, încheiate fără consultarea sultanului, împărțiseră Maghrebul în sfere de influență, Franța primind Marocul. În Maroc, tânărul sultan Abdelaziz urcase pe tron la zece ani în 1894, iar europenii au devenit principali consilieri ai curții, liderii locali devenind din ce în ce mai independenți de acesta. Sultanul a fost detronat în 1908. Ordinea în Maroc a continuat să se deterioreze în timpul succesorului său, Abdelhafid, care a abdicat în favoarea fratelui său Yusef după semnarea tratatului de la Fez.
Cele două zone de protectorat spaniol aveau puține drumuri pavate și erau separate de golful Al Hoceima, pe care spaniolii îl denumeau Alhucemas; tratatul de la Fez a concesionat exploatarea minelor de fier de pe Muntele Uixan Companiei Miniere Rif spaniole, care a primit permisiunea de a construi o cale ferată de legătură cu Melilla.
Naționaliștii marocani au perceput tratatul ca pe o trădare, ceea ce a dus apoi la Războiul Rifului (1919–26) între Spania pe de o parte și Riful marocan și triburile Jibala, pe de altă parte.